# يو إف سي 42
يو إف سي 42: تأثير مفاجئ (بالإنجليزية: UFC 42: Sudden Impact)‏ هو حدث لفنون القتال المختلطة نظمته يو إف سي، أُقيم في 25 أبريل 2003، على مركز الكاسية في ميامي، فلوريدا، الولايات المتحدة.